# Memoriale degli Anzac
Il Memoriale degli Anzac (in inglese: Anzac Memorial) è un monumento di Sydney in Australia.

## Storia
Il concorso per la selezione del progetto del monumento venne indetto il 13 luglio 1929. I giudici assegnarono il primo premio all'architetto C. Bruce Dellit, incontrando l'accordo della maggior parte delle persone, le quali trovavano il suo progetto il migliore tra quelli in concorso.
Il monumento venne inaugurato il 24 novembre 1934, in una cerimonia a cui si stima assistettero circa 100 000 persone.

## Descrizione
Il monumento si trova all'interno di Hyde Park nel centro di Sydney. Presenta uno stile Art déco.

## Galleria d'immagini

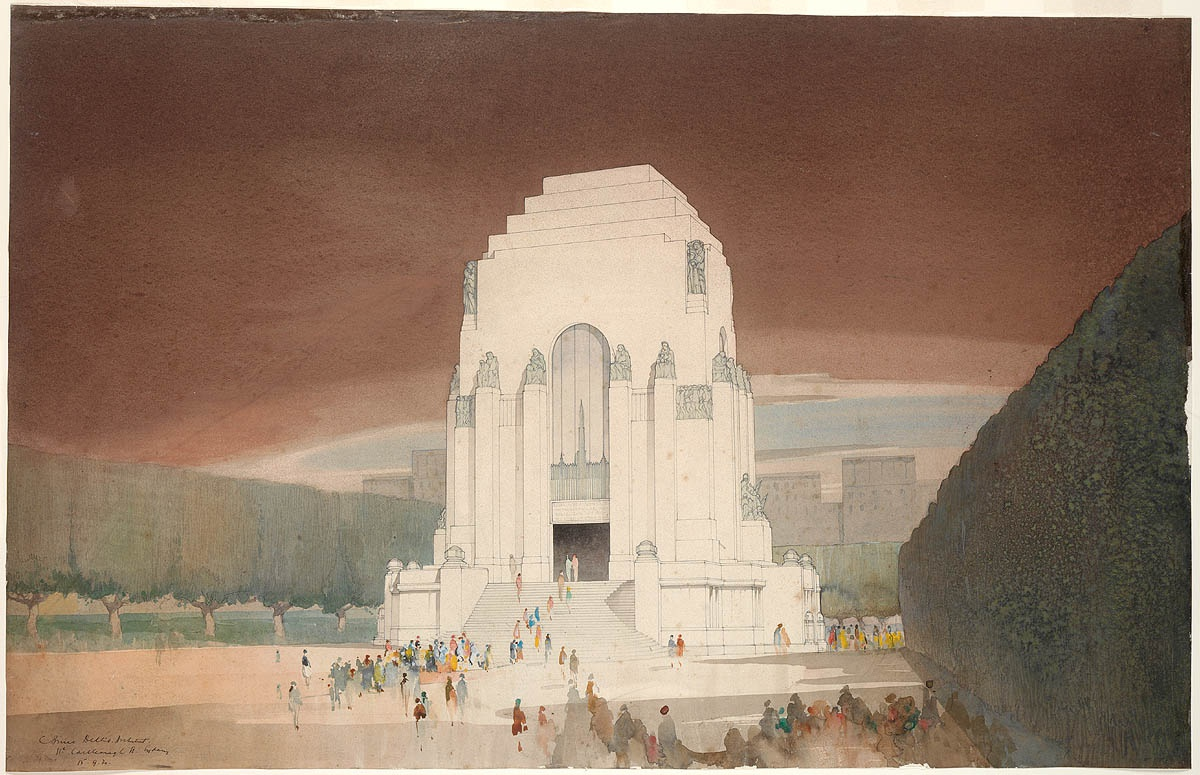
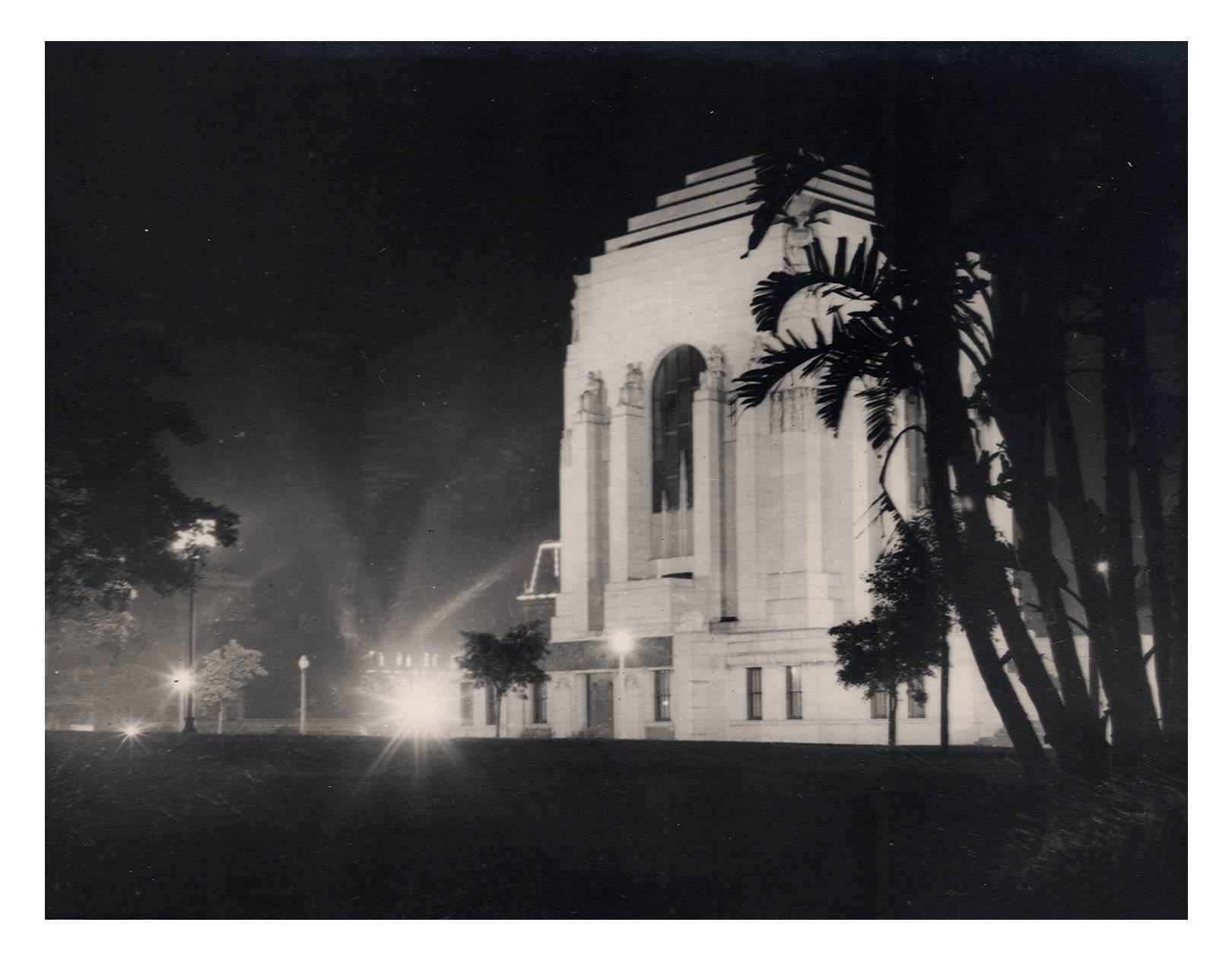
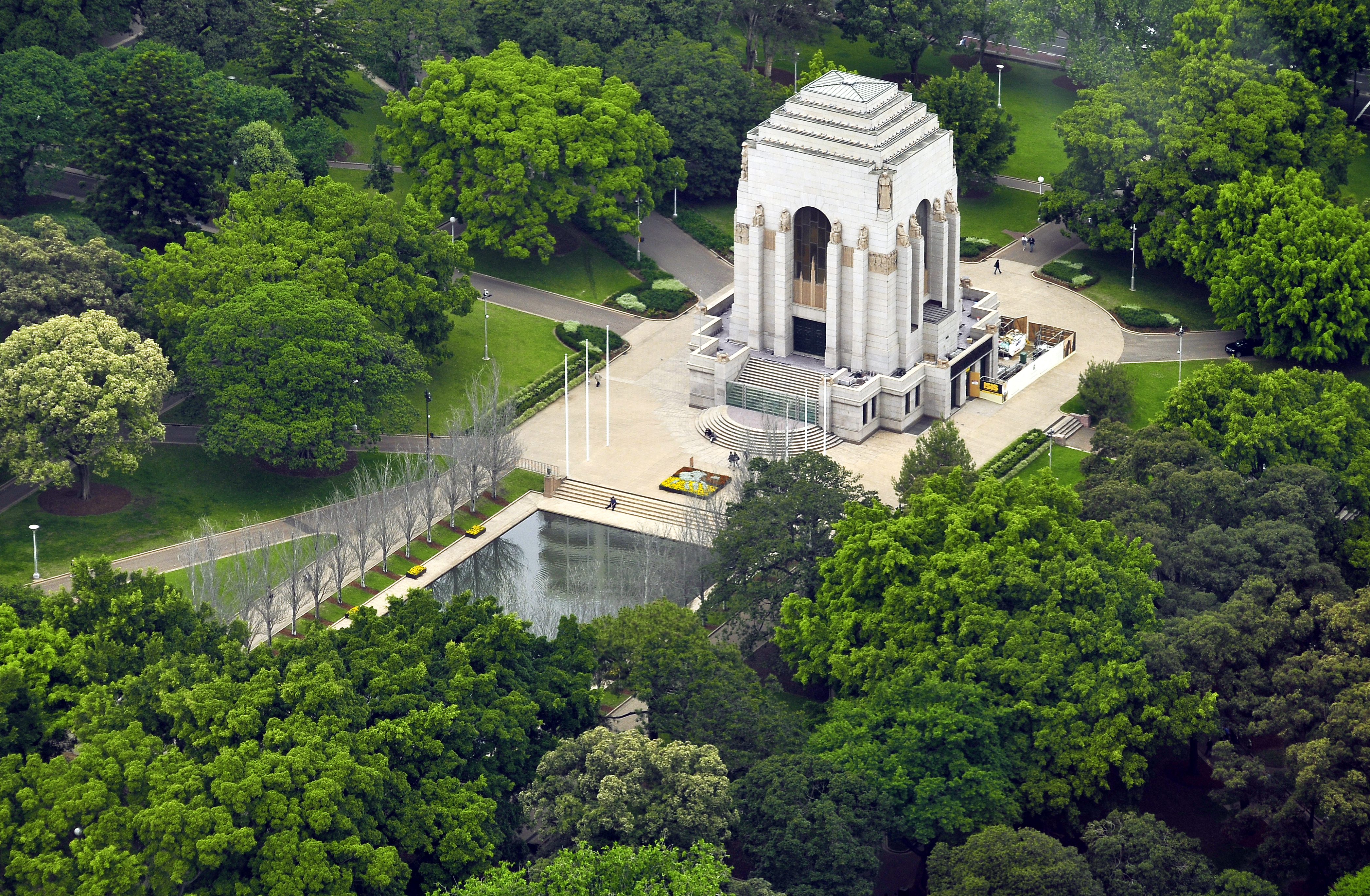